# Mocowanie Canon EF-S

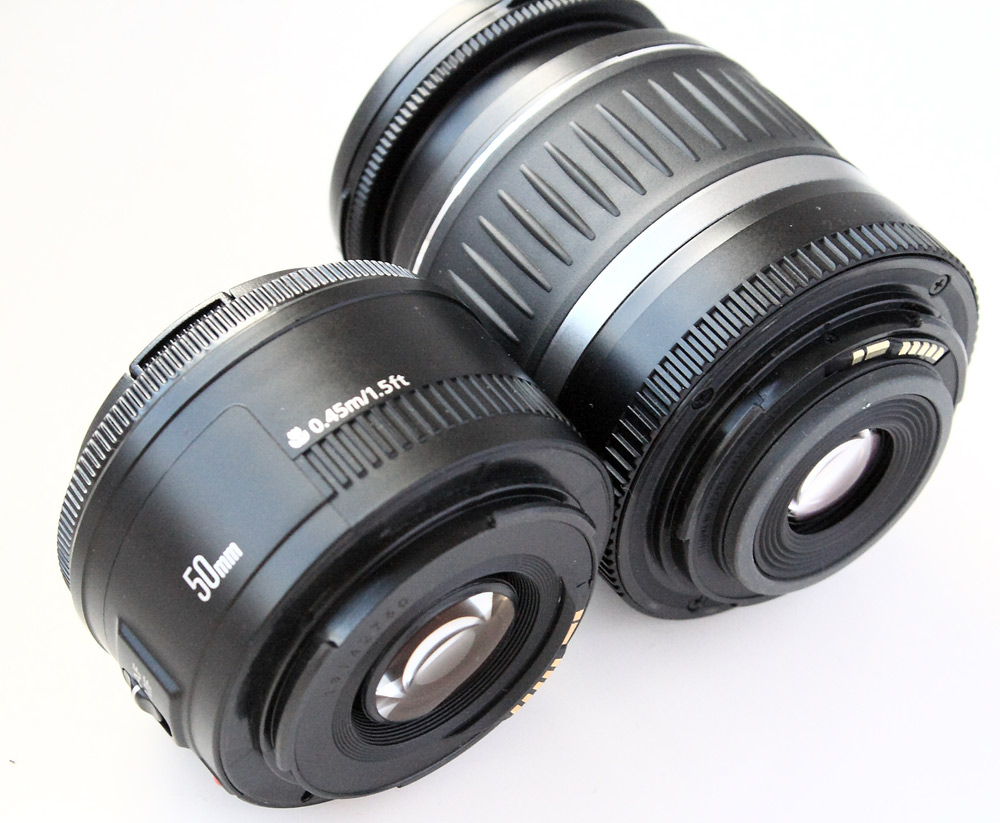
Bagnet Canon EF i EF-S

Mocowanie Canon EF-S – standard mocowania obiektywów zaprojektowanych do lustrzanek cyfrowych z matrycą formatu APS-C, będący zmodyfikowanym mocowaniem Canon EF. Mocowanie EF-S ma fizycznie te same rozmiary co mocowanie EF.
Litera „S” w nazwie „EF-S” oznacza „small image circle” (małe pole obrazowe obiektywu).  Nie wszystkie obiektywy z tym mocowaniem używają systemu nazywanego „short back focus” (tylna część obiektywu nie wchodzi głębiej do obudowy aparatu i bliżej komory lustra), i te z obiektywów mogą być używane w aparatach pełnoklatkowych, ale z bardzo silnym winietowaniem.